# Museum für Neue Kunst (Freiburg im Breisgau)
Das Museum für Neue Kunst ist das Museum für Moderne Kunst der Städtischen Museen in Freiburg im Breisgau, Marienstraße 10a.

## Geschichte
Das Museum ist in der ehemaligen Mädchen-Bürgerschule Adelhausen untergebracht, die im Jahr 1902 im Stil des Neobarock erbaut und 1984 bis 1985 durch die Adelhausenstiftung für die neue Nutzung umgebaut wurde. Es zeigt Werke von der klassischen Moderne bis zur Gegenwartskunst und veranstaltet regelmäßig Sonderausstellungen.
Im Jahr 2011 hatte das Museum 25.015 Besucher, 2012 waren es dann 37.189 Besucher. Im Juni 2012 übernahm Christine Litz von Jochen Ludwig die Leitung des Museums.
Im September 2016 wurde außerdem die Anbau mit dem Namen Haus der Graphischen Sammlung eröffnet, das als gemeinsames Zweigstelle mit dem Augustinermuseum dient.
Das Museum wird unterstützt durch den Förderverein Museum für Neue Kunst Freiburg e. V.

## Sammlung
Den Grundstock der Sammlung bildet die Klassische Moderne mit Werken des Expressionismus und der Neuen Sachlichkeit, sowie Ungegenständliche Kunst nach 1945, vertreten durch Beispiele Lyrischer Abstraktion sowie tachistischer und konkreter Malerei. Vertreten sind u. a. für die Zeit zwischen Expressionismus und Neuer Sachlichkeit Lyonel Feininger, Otto Dix, Erich Heckel, Karl Hofer, August Macke, Rudolf Dischinger, Willi Baumeister, für die Nachkriegsabstraktion Willi Baumeister, Emil Schumacher, Karl Otto Götz und Rupprecht Geiger, sowie Thomas P. Kausel.  Ein eigener Raum ist dem in Freiburg geborenen Künstler Julius Bissier gewidmet.
Am 6. Oktober 2022 wurde ein neues Exponat in die Dauerausstellung des Museums geschenkt: Der Kuss von Auguste Rodin, das aus einer Freiburger Privatbesitz stammt.

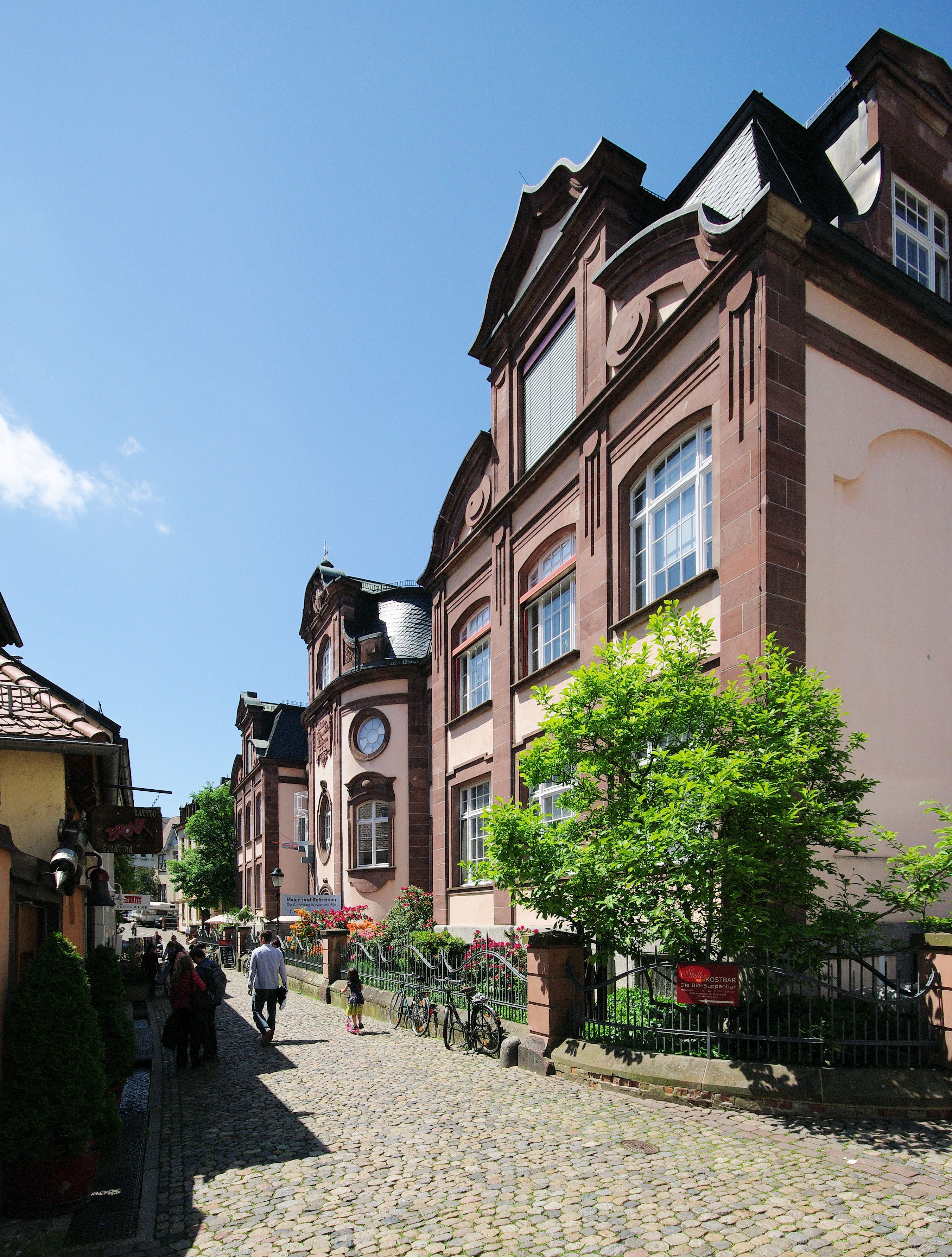
Museum für Neue Kunst
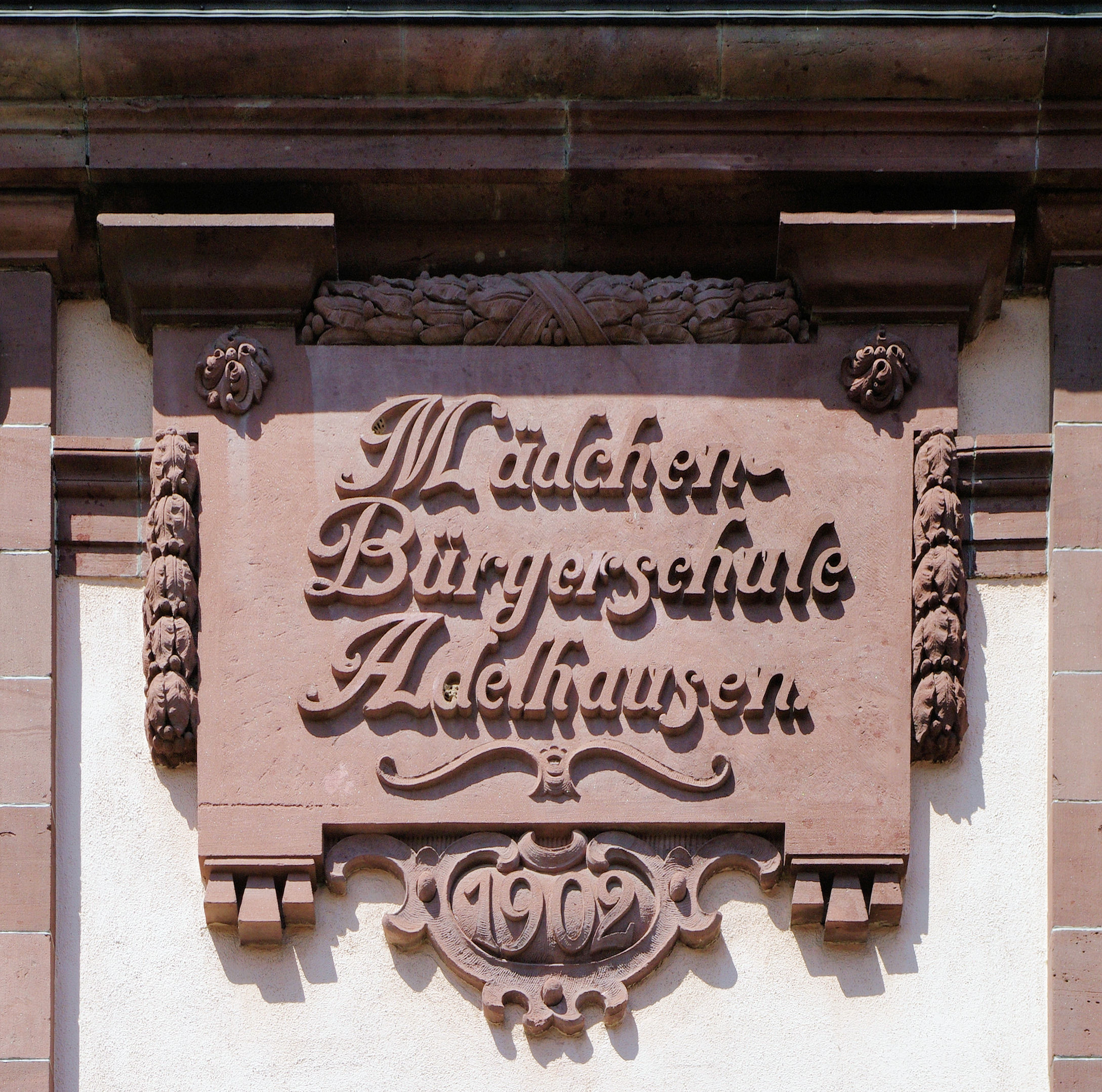
Inschrift mit dem Namen der ehem. Schule
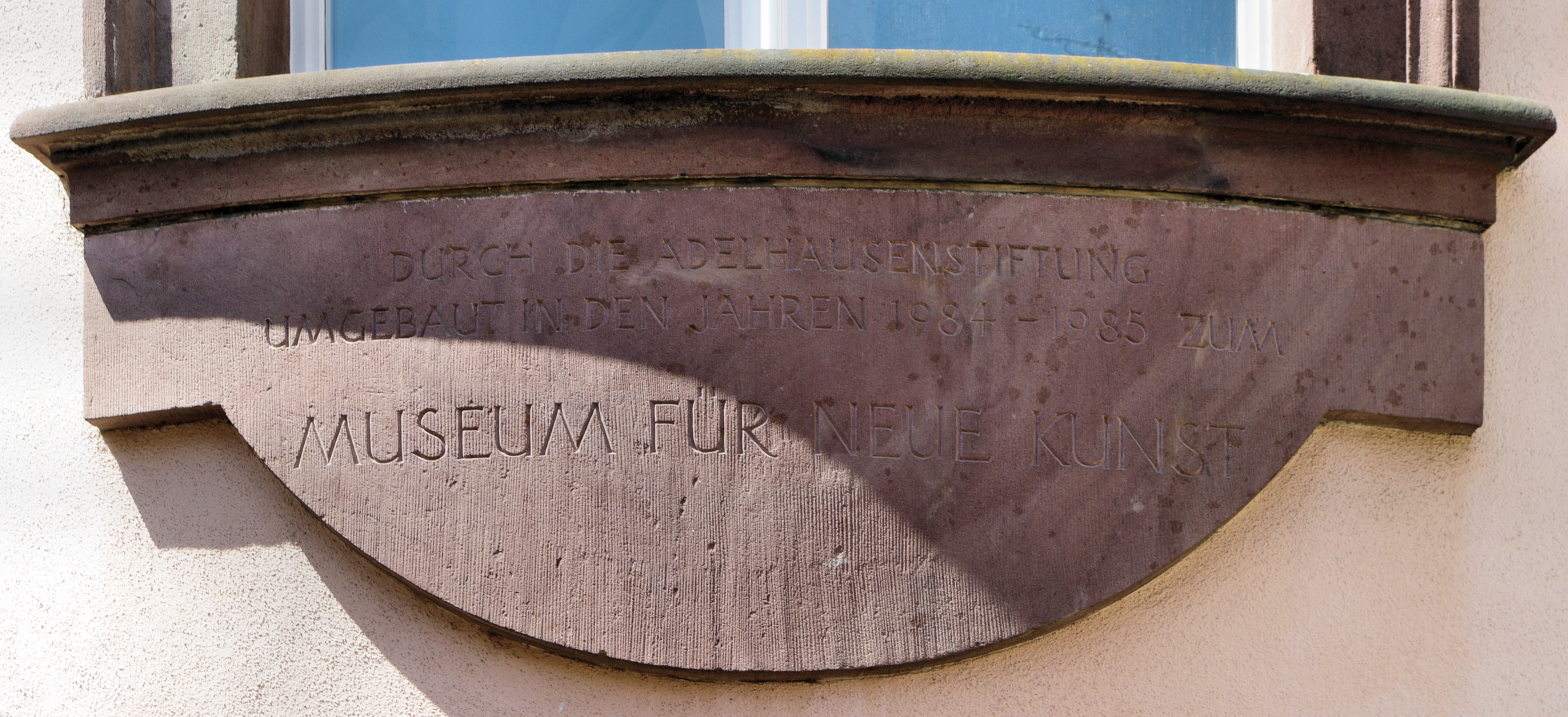
Inschrift für den Umbau 1984/1985

## Bedeutende Exponate
- Otto Dix: Bildnis Max John (1920), Christophorus (1941)